# Prix de la critique (Belgique, cinéma)
Pour les articles homonymes, voir Prix de la critique.
Ne doit pas être confondu avec Prix de la critique (Belgique, spectacle).
Le prix de la critique est une distinction décernée, depuis 2014, par l'Union de la critique de cinéma associée à l'Union de la presse cinématographique belge. Les deux associations fonctionnent avec des objectifs communs, avec un principe de tournante entre leurs membres.

En 2018, dix prix seront décernés.

## Palmarès
| - Brussels Film Festival (ex-Festival du film européen de Bruxelles) : |
| - 2014 : Meilleur court-métrage national (codécerné avec l'Union de la presse cinématographique belge, avec le soutien de Studio L'Équipe) pour Cadet de Kevin Meul (Belgique) (Jury : Gorik de Henau, Christian Collin, Jonathan Lenaerts) - 2015 : Meilleur court-métrage national (codécerné avec l'Union de la presse cinématographique belge, avec le soutien de Studio L'Équipe) pour Le Sommeil des Amazones de Bérangère McNeese (Belgique) (Jury : Anne Feuillère, Freddy Sartor) - 2016 : Meilleur court-métrage national (codécerné avec l'Union de la presse cinématographique belge, avec le soutien de Studio L'Équipe) pour De Broers van Bommel de Laurens Jans (Belgique) (Jury : Jelle Brans, Thibault Van de Werve et Jeroen Van Rossem) |
| - Festival international du film d'animation de Bruxelles : |
| - 2015 : Meilleur court-métrage international (codécerné avec l'Union de la presse cinématographique belge), avec le soutien de DB Publishing - Be4Mag pour Through the Hawthorn d'Anna Benner, Pia Borg & Gemma Burditt (Royaume-Uni) (Jury : Chantal Moens, Adi Chesson, Niels Putman) - 2016 : Meilleur court-métrage international (codécerné avec l'Union de la presse cinématographique belge), avec le soutien de DB Publishing - Be4Mag pour Le Repas dominical de Céline Devaux (France) (Jury : Astrid Jansen, Jarka Wernerova, Gorik De Henau) - 2017 : Meilleur court-métrage international (codécerné avec l'Union de la presse cinématographique belge), avec le soutien de DB Publishing - Be4Mag pour Fragments de José-Miguel Ribeiro (Portugal) (Jury : Johannes De Breucker, Ive Stevenheydens, Thierry Van Wayenbergh) - 2018 : Meilleur court-métrage international (codécerné avec l'Union de la presse cinématographique belge), avec le soutien de DB Publishing - Be4Mag pour Hedgehog's Home de Eva Cvijanović (Croatie) (Jury : Recht Capiav, Richard Harris, Kamal Messaoud) |
| - Festival international du film de Mons (ex-Festival international du film d'amour de Mons): |
| - 2013 : Meilleur court-métrage national (codécerné avec l'Union de la presse cinématographique belge) pour Sac de nœuds d'Ève Duchemin (Belgique) (Jury : ?) - 2014 : Meilleur court-métrage national (codécerné avec l'Union de la presse cinématographique belge) pour Figures de Miklos Keleti (prod. Alain Berliner) (Belgique) (Jury : Michel Decoux-Derycke, Luk Menten, Frédéric Vandecasserie) - 2015 : Meilleur court-métrage national (codécerné avec l'Union de la presse cinématographique belge) pour Chazam! de Jean-François Metz (Belgique) (Jury : Kevin Dochain, Pierre Duculot, Thibault Van de Werve) - 2016 : Meilleur court-métrage national (codécerné avec l'Union de la presse cinématographique belge) pour Nelson! de Juliette Klinke et Thomas Xhignesse (Belgique) (Jury : Charles Declercq, Thomas Léodet et David Morelli) - 2017 : Meilleur court-métrage national (codécerné avec l'Union de la presse cinématographique belge) pour Tout Moka de Christine Grulois (Belgique) (Jury : Charles Declercq, David Hainaut, Bastien Martin) - 2019 : Meilleur court-métrage national (codécerné avec l'Union de la presse cinématographique belge) pour Accord Parental de Benjamin Belloir (Belgique) (Jury : Véronique Chartier, Richard Harris, Freddy Sartor) |
| - Festival international du film fantastique de Bruxelles : |
| - 2015 : Meilleur court-métrage national (codécerné avec l'Union de la presse cinématographique belge), avec le soutien d'UniversCiné, pour Le Zombie au vélo de Christophe Bourdon (Belgique) (Jury : Marie Charette, Stefan Eraly, Gauthier Keyaerts ) - 2016 : Meilleur court-métrage national (codécerné avec l'Union de la presse cinématographique belge) pour XYZ, The City Hunter de Majin Tikal (Belgique) (Jury : Charlotte Timmermans, Nicolas Balmet, Laurent De Groof) - 2017 : Meilleur long métrage (codécerné avec l'Union de la presse cinématographique belge) pour The Tunnel de Seong-hun Kim (Corée du Sud) (Jury : Marc Busens, Olivier Clinckart, David Hainaut) - 2018 : Meilleur long métrage (codécerné avec l'Union de la presse cinématographique belge) pour Dhogs de Andres Goteira Galice (Jury : Didier Stiers, Bjorn Gabriels, Eric Van Cutsem) - 2019 : Meilleur long métrage (codécerné avec l'Union de la presse cinématographique belge) pour The Pool de Ping Lumprapleng Thaïlande (Jury : Grégory Cavinato, Yrka De Bruckers, Astrid Jansen) |
| - Brussels Short Film Festival : |
| - 2014 : Meilleur court-métrage national (codécerné avec l'Union de la presse cinématographique belge) pour Albertine d'Alexis Van Stratum (Belgique) (Jury : Nicolas Crousse, Hubert Heyrendt, Cathy Immelen, Elli Mastorou, Frédérique Morin, Jean-François Pluijgers) - 2015 : Meilleur court-métrage national (codécerné avec l'Union de la presse cinématographique belge) pour Le Sommeil des Amazones de Bérangère McNeese (Belgique) (Jury : Gaëlle Moury, Hubert Heyrendt, Elli Mastorou, Frédérique Morin, Niells Rüell, Jan Temmerman) - 2016 : Meilleur court-métrage national (codécerné avec l'Union de la presse cinématographique belge) pour Sur Elise de Stefano Ridofli (Belgique) (Jury : Gaëlle Moury, Hubert Heyrendt, Elli Mastorou, Frédérique Morin, Niels Rüell) - 2017 : Meilleur court-métrage national (codécerné avec l'Union de la presse cinématographique belge) pour Catherine de Britt Raes (Belgique) (Jury : Dimitra Bouras, Bjorn Gabriels, Nicolas Gilson, Richard Harris, Hubert Heyrendt, Elli Mastorou, Gaëlle Moury, Jean-François Pluijgers, Niels Ruëll, Vanessa Polo Friz) - 2018 : Meilleur court-métrage national (codécerné avec l'Union de la presse cinématographique belge) pour SI-G de Frederike Migom (Belgique) (Jury : Dimitra Bouras, Bjorn Gabriels, Nicolas Gilson, Richard Harris, Hubert Heyrendt, Elli Mastorou, Gaëlle Moury, Jean-François Pluijgers, Niels Ruëll, Vanessa Polo Friz) - 2019 : Meilleur court-métrage national (codécerné avec l'Union de la presse cinématographique belge) pour D'un château l'autre de Emmanuel Marre (Belgique) (Jury : Aurore Engelen, Bjorn Gabriels, Richard Harris, Stanislas Ide, Alain Lorfevre, Gaëlle Moury, Jean-François Pluijgers) |
| - Festival international du film francophone de Namur : |
| - 2015 : Meilleur long-métrage national (codécerné avec l'Union de la presse cinématographique belge) pour Keeper de Guillaume Senez (Belgique) ('Jury : Nicole Debarre, Djia Mambu, Sylvain Gressier) - 2016 : Meilleur long-métrage national (codécerné avec l'Union de la presse cinématographique belge) pour Even Lovers Get The Blues de Laurent Micheli (Belgique) (Jury : Elise Lenaerts, Olivier Clinckart, Jean-Jacques Lecocq) - 2017 : Meilleur long-métrage national (codécerné avec l'Union de la presse cinématographique belge) pour Drôle de père de Amélie Van Elmbt (Belgique) (Jury : Juliette Goudot, Alain Lorfèvre, Michel Decoux-Derycke) - 2018 : Meilleur long-métrage national (codécerné avec l'Union de la presse cinématographique belge) pour Pour vivre heureux de Salima Sarah Glamine et Dimitri Linder (Belgique) (Jury : Frédérique Morin, Gorian Delpâture, Constant Carbonnelle) - 2019 : Meilleur long-métrage national (codécerné avec l'Union de la presse cinématographique belge) pour Nuestras madres de César Diaz (Belgique) (Jury : Stéphanie Lannoy, Gaëlle Moury, Dimitra Bouras) |
| - Festival international du film historique de Waterloo : |
| - 2014 : Meilleur documentaire international (codécerné avec l'Union de la presse cinématographique belge) pour L'Histoire Savoureuse de Banania d'Eric Bitoun (France) (Jury : Olivier Clinckart, Guido Convents, David Hainaut) - 2015 : Meilleur documentaire international (codécerné avec l'Union de la presse cinématographique belge) pour Sanctuary de Marc Brummund (Allemagne) (Jury : Olivier Clinckart, Matthieu Reynaert, Eric Russon) - 2016 : Meilleur documentaire international (codécerné avec l'Union de la presse cinématographique belge) pour Tordenskjold & Kold (Satisfaction 1720) de Henrik Ruben Genz (Danemark) (Jury : Christophe Bourdon, Géry Brusselmans, Nicolas Roisin) - 2017 : Meilleur long métrage international (codécerné avec l'Union de la presse cinématographique belge) pour 1945, la juste route de Ferenc Török (Hongrie) (Jury : Charles Declercq) - 2018 : Meilleur long métrage international (codécerné avec l'Union de la presse cinématographique belge) pour The Little Comrade de Moonika Siimets (Estonie) (Jury : Aurélie Moerman, Thierry Leclercq, Adrien Corbeel) - 2019 : Meilleur long métrage international (codécerné avec l'Union de la presse cinématographique belge) pour Sympathie pour le diable de Guillaume de Fontenay (France) (Jury : ) |
| - Festival international du court-métrage de Louvain : |
| - 2014 : Meilleur court-métrage national (codécerné avec l'Union de la presse cinématographique belge) pour Perdition County de Raphaël Crombez (Belgique) (Jury : Sarah Skoric, Chris Craps, Luk Menten) - 2015 : Meilleur court-métrage flamand (codécerné avec l'Union de la presse cinématographique belge) pour Guest de Moon Blaisse (Belgique) (Jury : Brecht Capiau, Guido Convents et Niels Putman) - 2016 : Meilleur court-métrage flamand (codécerné avec l'Union de la presse cinématographique belge) pour Boi de Anthony Nti (Belgique) (Jury : Evelien Van Vessem, Niels Putman et Jan Sulmont) |
| - Festival Cinéma Méditerranéen de Bruxelles : |
| - 2014 : Meilleur long-métrage (codécerné avec l'Union de la presse cinématographique belge) pour Come To My Voice de Hüseyn Karabey (Turquie) Allemagne (France) (Jury : Frédéric Arends) - 2015 : Meilleur long-métrage (codécerné avec l'Union de la presse cinématographique belge) pour À peine j'ouvre les yeux de Leyla Bouzid (Tunisie) (Jury : Marie Bergeret, Thibaut Fassuleto et Noël Godin) - 2016 : Meilleur long-métrage (codécerné avec l'Union de la presse cinématographique belge) pour Clash de Mohamed Diab (Égypte) (Jury : Eric Van Cutsem, Grégory Cavinato, Alan Deprez) - 2017 : Meilleur long-métrage (codécerné avec l'Union de la presse cinématographique belge) pour À mon âge je me cache encore pour fumer de Rayhana (Algérie) (Jury : Charles Declercq, Elise Lenaerts, Djia Mambu) - 2018 : Meilleur long-métrage (codécerné avec l'Union de la presse cinématographique belge) pour Her Job de Nikos Labôt (Grèce) (Jury : Frans Lefever, Marc Bossaerts, Dimitra Bouras) - 2019 : Meilleur long-métrage (codécerné avec l'Union de la presse cinématographique belge) pour Stitches de Miroslav Terzic (Serbie) (Jury : Marine Bernard, Michel Decoux-Derycke, Frédérique Morin) |
| - Festival international du film policier de Liège : |
| - 2015 : Meilleur court métrage international (codécerné avec l'Union de la presse cinématographique belge) pour Les éclaireurs de Benjamin Nuel (France) (Jury : Natasja Caneve, Olivier Clinckart, Nicolas Hainaut) - 2016 : Meilleur court métrage international (codécerné avec l'Union de la presse cinématographique belge) pour Absolution de Petri Kotwica (Finlande) (Jury : Maïté Warland, Eric Russon, Olivier Clinckart) - 2017 : Meilleur long métrage international (codécerné avec l'Union de la presse cinématographique belge) pour May God Save Us de Rodrigo Sorogoyen (Espagne) (Jury : Astrid Jansen, Jack Mener, Thibault Van de Werve) - 2018 : Meilleur court métrage international (codécerné avec l'Union de la presse cinématographique belge) pour Les Corps purs de Bérangère McNeese et Guillaume De Ginestel (Belgique) (Jury : Adrien Corbeel, Julien Polet, Michel Decoux-Derycke - Président du Jury) |
| - Festival Les Enfants Terribles de Huy : |
| - 2015 : Meilleur court-métrage (codécerné avec l'Union de la presse cinématographique belge) pour Léa de Erika Calmeyer (Danemark) (Jury : Lucile Poulain, Charles Declercq, Bastien Martin) - 2016 : Meilleur court-métrage (codécerné avec l'Union de la presse cinématographique belge) pour El Adios de Clara Roquet (Espagne) (Jury : Juliette Borel, Pierre Paulus, Michel Decoux-Derycke) - 2017 : Meilleur court-métrage (codécerné avec l'Union de la presse cinématographique belge) pour Ice de Anna Hints (Islande) (Jury : Gregory Cavinato, Freddy Sartor) - 2018 : Meilleur court-métrage (codécerné avec l'Union de la presse cinématographique belge) pour Ma Planète de Valéry Carnoy (Belgique) (Jury : Christie Huysmans, Jean-Philippe Thiriart, Bertrand Gevart ) - 2019 : Meilleur court-métrage (codécerné avec l'Union de la presse cinématographique belge) pour Provence de Kato De Boeck (Belgique) (Jury : Stanislas Ide, Michel Decoux-Derycke) |
| - Festival du film d'Ostende : |
| - 2015 : Meilleur documentaire (codécerné avec l'Union de la presse cinématographique belge) pour Comme des lions de Françoise Davisse (France et Belgique) (Jury : Dimitra Bouras, Laure de Hesselle, Daniel De Bélie) - 2019 : Meilleur long métrage compétition Taste of Europe (codécerné avec l'Union de la presse cinématographique belge) pour Gundermann de Andreas Dresen (Allemagne) (Jury : Linda Crivits, Erik Stockman, Igor Vandenberghe) - 2019 : Meilleur long métrage compétition LOOK! (codécerné avec l'Union de la presse cinématographique belge) pour Portrait de la jeune fille en feu de Céline Sciamma (France) (Jury : Linda Crivits, Erik Stockman, Igor Vandenberghe) |
| - Festival Filmer à tout prix : |
| - 2015 : Meilleur documentaire (codécerné avec l'Union de la presse cinématographique belge) avec le soutien d'Eye Lite, pour Battles d'Isabelle Tollenaere (Belgique) (Jury : Bjorn Gabriels, Piet Goethals, Freddy Sartor) - 2017 : Meilleur long métrage (codécerné avec l'Union de la presse cinématographique belge), compétition Taste of Europe, pour Finisteres Glück de Stefan Haupt (Suisse) et meilleur long métrage (codécerné avec l'Union de la presse cinématographique belge), compétition Look, pour Detroit de Kathryn Bigelow (Jury : Chris Craps, Sam de Wilde, Thibault Van de Werve, Marc Bussens) |
| - Millenium : |
| - 2018 : Meilleur documentaire (codécerné avec l'Union de la presse cinématographique belge) pour Blue orchids de Johan Grimonprez (Belgique) (Jury : , ,) - 2019 : Meilleur documentaire (codécerné avec l'Union de la presse cinématographique belge) pour Vacancy de Alexandra Kandy Longuet (États-Unis) (Jury : Yves Calbert, ,) |
| - Ramdam Festival : |
| - 2016 : Meilleur documentaire (codécerné avec l'Union de la presse cinématographique belge) pour True Cost de Andrew Morgan (États-Unis) (Jury : Christie Huysmans, Aniko Ozoraï, Audrez Ronlez, Pascal Lepoutte, Waleed Obeed) - 2017 : Meilleur documentaire (codécerné avec l'Union de la presse cinématographique belge) pour Zero Days d'Alex Gibney (États-Unis) (Jury : Christie Huysmans, Aniko Ozoraï, Audrez Ronlez, Maïté Warland, Julien Vlassenbroeck, Guillaume Guilbert, Sandro Faes) - 2018 : Meilleur documentaire (codécerné avec l'Union de la presse cinématographique belge) pour Malaria Business de Bernard Crutzen (France) (Jury : ) - 2019 : Meilleur documentaire (codécerné avec l'Union de la presse cinématographique belge) pour Chris the Swiss de Anja Kofmel (Suisse) (Jury : ) |